# Ulster Grand Prix 1959
De Ulster Grand Prix 1959 was de zevende en voorlaatste Grand Prix van het wereldkampioenschap wegrace in het seizoen 1959. De races werden verreden op zaterdag 8 augustus 1959 op het Dundrod Circuit, een stratencircuit in County Antrim. In de 350cc-klasse en de 500cc-klasse waren de wereldtitels al vergeven. De wereldtitel in de 250cc-klasse werd in Ulster beslist omdat MV Agusta niet kwam opdagen. Daardoor kwam Tarquinio Provini een wedstrijd tekort om Carlo Ubbiali te kunnen bedreigen.

## 500cc-klasse
| Pos | Coureur        | Merk      | Tijd      | Punten |
| --- | -------------- | --------- | --------- | ------ |
| 1   | John Surtees   | MV Agusta | 1:33"24'0 | 8      |
| 2   | Bob McIntyre   | Norton    | + 29'0    | 6      |
| 3   | Geoff Duke     | Norton    | + 2"41'0  | 4      |
| 4   | Terry Shepherd | Norton    | + 3"31'0  | 3      |
| 5   | Bob Brown      | Norton    | + 4"19'0  | 2      |
| 6   | Alistair King  | Norton    | + 4"30'0  | 1      |
| 7   | Dickie Dale    | BMW       | + 1 ronde |        |
| 8   | John Hempleman | Norton    | + 1 ronde |        |
| 9   | Alan Shepherd  | Matchless | + 1 ronde |        |
| 10  | Ralph Rensen   | Norton    | + 1 ronde |        |
| 11  | Ron Miles      | Norton    |           |        |
| 12  | Stephen Murray | Matchless |           |        |
| 13  | Robin Fitton   | BMW       |           |        |
| 14  | Derek Powell   | Matchless |           |        |
| 15  | Don Chapman    | Norton    |           |        |
| 16  | Tommy McLeod   | Norton    |           |        |
| 17  | Stan Cameron   | Matchless |           |        |
| 18  | Jimmy Jones    | Norton    |           |        |
| 19  | William McCosh | Matchless |           |        |
| 20  | Martin Brosnan | Norton    |           |        |
| 21  | Willie White   | Norton    |           |        |
| 22  | Harry Grant    | Matchless |           |        |
| 23  | Frank Gordon   | Norton    |           |        |
| 24  | Ernie Oliver   | AJS       |           |        |
| 25  | Jack Shannon   | BSA       |           |        |
| 26  | John Brown     | Norton    |           |        |

| Coureur      | Merk      | Oorzaak |
| ------------ | --------- | ------- |
| Jack Findlay | Norton    |         |
| Tom Phillis  | Norton    |         |
| John Hartle  | MV Agusta |         |
| Gary Hocking | Norton    |         |
| Jim Redman   | Norton    |         |
| Paddy Driver | Norton    |         |

| Coureur       | Merk      | Oorzaak |
| ------------- | --------- | ------- |
| Ken Kavanagh  | Norton    |         |
| Alois Huber   | BMW       |         |
| Bob Anderson  | Norton    |         |
| Mike Hailwood | Norton    |         |
| Remo Venturi  | MV Agusta |         |

### Top tien tussenstand 500cc-klasse
(Punten tussen haakjes zijn inclusief streepresultaten)
| Pos | Coureur                       | Merk      | Ptn     |
| --- | ----------------------------- | --------- | ------- |
| 1   | John Surtees (wereldkampioen) | MV Agusta | 32 (48) |
| 2   | Bob Brown                     | Norton    | 17      |
| 2   | Remo Venturi                  | MV Agusta | 17 (19) |
| 4   | Gary Hocking                  | Norton    | 10      |
| 5   | Geoff Duke                    | Norton    | 8       |
| 5   | Bob McIntyre                  | Norton    | 8       |
| 7   | Alistair King                 | Norton    | 7       |
| 8   | Dickie Dale                   | BMW       | 6       |
| 9   | Terry Shepherd                | Norton    | 5       |
| 10  | Derek Powell                  | Matchless | 3       |
| 10  | Ken Kavanagh                  | Norton    | 3       |

## 350cc-klasse
| Pos | Coureur        | Merk      | Tijd      | Punten |
| --- | -------------- | --------- | --------- | ------ |
| 1   | John Surtees   | MV Agusta | 1:37"29'0 | 8      |
| 2   | Bob Brown      | Norton    |           | 6      |
| 3   | Geoff Duke     | Norton    |           | 4      |
| 4   | Dickie Dale    | AJS       |           | 3      |
| 5   | Tom Phillis    | Norton    |           | 2      |
| 6   | John Hempleman | Norton    |           | 1      |

| Coureur       | Merk      | Oorzaak |
| ------------- | --------- | ------- |
| Alan Shepherd | AJS       |         |
| Alistair King | Norton    |         |
| Bob McIntyre  | AJS       |         |
| John Hartle   | MV Agusta |         |
| Mike Hailwood | AJS       |         |

| Coureur           | Merk      |
| ----------------- | --------- |
| Bob Anderson      | Norton    |
| Dave Chadwick     | Norton    |
| Terry Shepherd    | Norton    |
| Ernesto Brambilla | MV Agusta |
| Gilberto Milani   | Norton    |
| Remo Venturi      | MV Agusta |
| Gary Hocking      | Norton    |
| Jim Redman        | Norton    |
| Paddy Driver      | Norton    |

### Top tien tussenstand 350cc-klasse
(Punten tussen haakjes zijn inclusief streepresultaten)
| Pos | Coureur                       | Merk      | Ptn     |
| --- | ----------------------------- | --------- | ------- |
| 1   | John Surtees (wereldkampioen) | MV Agusta | 32 (40) |
| 2   | John Hartle                   | MV Agusta | 16      |
| 3   | Gary Hocking                  | Norton    | 12      |
| 4   | Geoff Duke                    | Norton    | 10      |
| 4   | Bob Brown                     | Norton    | 10      |
| 6   | Dickie Dale                   | AJS       | 6       |
| 7   | Bob Anderson                  | Norton    | 5       |
| 8   | Alistair King                 | Norton    | 4       |
| 8   | Ernesto Brambilla             | MV Agusta | 4       |
| 10  | John Hempleman                | Norton    | 3       |

## 250cc-klasse
| Pos | Coureur       | Merk    | Tijd    | Punten |
| --- | ------------- | ------- | ------- | ------ |
| 1   | Gary Hocking  | MZ      | 59"49'0 | 8      |
| 2   | Mike Hailwood | Mondial |         | 6      |
| 3   | Ernst Degner  | MZ      |         | 4      |
| 4   | Tommy Robb    | MZ      |         | 3      |
| 5   | Phil Carter   | NSU     |         | 2      |
| 6   | Günter Beer   | Adler   |         | 1      |

| Coureur           | Merk      | Oorzaak    |
| ----------------- | --------- | ---------- |
| Carlo Ubbiali     | MV Agusta | Teambeleid |
| Tarquinio Provini | MV Agusta | Teambeleid |

| Coureur         | Merk      |
| --------------- | --------- |
| Rudi Thalhammer | NSU       |
| Luigi Taveri    | MZ        |
| Horst Fügner    | MZ        |
| Horst Kassner   | NSU       |
| Dave Chadwick   | MV Agusta |
| Derek Minter    | Morini    |
| Dickie Dale     | Benelli   |
| Geoff Duke      | Benelli   |
| Emilio Mendogni | Morini    |
| Libero Liberati | Morini    |

### Top tien tussenstand 250cc-klasse
| Pos | Coureur                        | Merk         | Ptn |
| --- | ------------------------------ | ------------ | --- |
| 1   | Carlo Ubbiali (wereldkampioen) | MV Agusta    | 26  |
| 2   | Tarquinio Provini              | MV Agusta    | 16  |
| 2   | Gary Hocking                   | MZ           | 16  |
| 4   | Mike Hailwood                  | Mondial / MZ | 13  |
| 5   | Ernst Degner                   | MZ           | 8   |
| 6   | Emilio Mendogni                | Morini       | 6   |
| 6   | Horst Fügner                   | MZ           | 6   |
| 6   | Tommy Robb                     | GMS / MZ     | 6   |
| 9   | Geoff Duke                     | Benelli      | 5   |
| 10  | Dave Chadwick                  | MV Agusta    | 4   |
| 10  | Derek Minter                   | Morini       | 4   |

## 125cc-klasse
| Pos | Coureur        | Merk   | Tijd    | Punten |
| --- | -------------- | ------ | ------- | ------ |
| 1   | Mike Hailwood  | Ducati | 54"19'0 | 8      |
| 2   | Gary Hocking   | MZ     |         | 6      |
| 3   | Ernst Degner   | MZ     |         | 4      |
| 4   | Ken Kavanagh   | Ducati |         | 3      |
| 5   | Alberto Pagani | Ducati |         | 2      |
| 6   | Arthur Wheeler | Ducati |         | 1      |

| Coureur           | Merk      | Oorzaak    |
| ----------------- | --------- | ---------- |
| Carlo Ubbiali     | MV Agusta | Teambeleid |
| Tarquinio Provini | MV Agusta | Teambeleid |

| Coureur         | Merk        |
| --------------- | ----------- |
| Luigi Taveri    | MZ / Ducati |
| Horst Fügner    | MZ          |
| Werner Musiol   | MZ          |
| Karl Kronmüller | Ducati      |
| Derek Minter    | MZ          |
| Bruno Spaggiari | Ducati      |
| Francesco Villa | Ducati      |
| Naomi Taniguchi | Honda       |
| Ulf Svensson    | Ducati      |

### Top tien tussenstand 125cc-klasse
| Pos | Coureur           | Merk        | Ptn     |
| --- | ----------------- | ----------- | ------- |
| 1   | Carlo Ubbiali     | MV Agusta   | 30 (32) |
| 2   | Tarquinio Provini | MV Agusta   | 28      |
| 3   | Mike Hailwood     | Ducati      | 20 (23) |
| 4   | Luigi Taveri      | MZ / Ducati | 10      |
| 5   | Bruno Spaggiari   | Ducati      | 8       |
| 5   | Ken Kavanagh      | Ducati      | 8       |
| 7   | Horst Fügner      | MZ          | 6       |
| 7   | Gary Hocking      | MZ          | 6       |
| 9   | Derek Minter      | MZ          | 5       |
| 9   | Ernst Degner      | MZ          | 5       |

1922 · 1923 · 1924 · 1925 · 1926 · 1927 · 1928 · 1929 · 1930 · 1931 · 1932 · 1933 · 1934 · 1935 · 1936 · 1937 · 1938 · 1939 · 1946 · 1947 · 1948 · 1949 · 1950 · 1951 · 1952 · 1953 · 1954 · 1955 · 1956 · 1957 · 1958 · 1959 · 1960 · 1961 · 1962 · 1963 · 1964 · 1965 · 1966 · 1967 · 1968 · 1969 · 1970 · 1971 · 1973 · 1974 · 1975 · 1976 · 1977 · 1978 · 1979 · 1980 · 1981 · 1982 · 1983 · 1984 · 1985 · 1986 · 1988 · 1989 · 1990 · 1991 · 1992 · 1993 · 1994 · 1995 · 1996 · 1997 · 1998 · 1999 · 2000 · 2001 · 2002 · 2003 · 2004 · 2005 · 2006 · 2007 · 2008 · 2009 · 2010 · 2011 · 2012 · 2013 · 2014 · 2015